# Gmünd (distrikt)
Gmünd är ett distrikt i det österrikiska förbundslandet Niederösterreich. Det gränsar i norr och väster till Tjeckien.

## Indelning
Distriktet består av följande städer, köpingar och kommuner:

### Städer
- Gmünd
- Heidenreichstein
- Litschau
- Schrems
- Weitra

### Köpingar
- Amaliendorf-Aalfang
- Bad Großpertholz
- Brand-Nagelberg
- Eggern
- Eisgarn
- Großdietmanns
- Großschönau
- Hirschbach
- Hoheneich
- Kirchberg am Walde
- Sankt Martin

### Landskommuner

Kommunerna i distriktet Gmünd

- Haugschlag
- Moorbad Harbach
- Reingers
- Unserfrau-Altweitra
- Waldenstein